# Björkö (gmina Ekerö)
Björkö – wyspa we wschodniej części jeziora Melar w szwedzkiej prowincji historycznej (landskap) Uppland (gmina Ekerö), położona ok. 30 km na zachód od Sztokholmu.
Na wyspie znajduje się stanowisko archeologiczne Birka, stanowiące pozostałości zasiedlonego w IX – X w. handlowego miasta wikingów. Birka oraz położone na sąsiedniej wyspie Adelsön stanowisko Hovgården zostały wpisane w 1993 r. na Listę Światowego Dziedzictwa UNESCO.